# Nidoran♂
Nidoran♂ (japanski: ) jedan je od 1025 fiktivnih vrsta Pokémona iz medijske franšize Pokémon, skupa Pokémon videoigara, animiranih serija, manga stripova, knjiga, igraćih karata i drugih medija kojima je tvorac Satoshi Tajiri. Svrha je Nidoran♂ u videoigrama, animiranoj seriji i manga stripovima, kao i svrha ostalih Pokémona, borba s divljim Pokémonima – neukroćenim stvorenjima koje igrači i likovi pronalaze dok kreću na razne avanture – i pripitomljenim Pokémonima drugih Pokémon trenera.

## Etimologijaimena
Ime Nidoran♂ vjerojatno se temelji na engleskoj riječi "needle" = bodlja, istovremeno se odnoseći na njegovu Pokémon sposobnost. S druge strane, moglo bi se temeljiti na 二 ni, dva, ili pak 二度 nido, dvaput/dva stupnja, odnoseći se na slične karakteristike evolucijskih lanaca obaju spola Nidorana. Također je moguće da se temelji na riječi "cnidocyte", otrovne stanice koju sadržavaju životinje poput meduza. Znak ♂ ukazuje na njegov muški spol.

## Pokédex podaci
- Pokémon Red i Blue: Ukrutit će uši kako bi osjetio nadolazeću opasnost. Što su njegovi rogovi jači, snažniji je otrov kojeg luči.
- Pokémon Yellow: Njegove su velike uši uvijek uzdignute. Ako osjeti opasnost, napast će otrovnim bodljama.
- Pokémon Gold: Malen je, no njegov je rog ispunjen otrovom. Nasrće na protivnika, a zatim ga probada rogom kako bi izlučio otrov.
- Pokémon Silver: Podiže svoje velike uši kako bi provjerio okolinu. Prvi će napasti ako osjeti ikakvu opasnost.
- Pokémon Crystal: Neprestano pomiče svoje velike uši u svim smjerovima kako bi što ranije otkrio opasnost.
- Pokémon Ruby/Sapphire: Mužjaci imaju razvijene mišiće kojima pomiču uši. Zahvaljujući istim mišićima, sposobni su ih slobodno pomicati u bilo kojem smjeru. Čak ni najslabiji zvuk neće pobjeći ovom Pokémonu.
- Pokémon Emerald: Mužjaci imaju razvijene mišiće kojima pomiču uši. Zahvaljujući istim mišićima, sposobni su ih slobodno pomicati u bilo kojem smjeru. Čak ni najslabiji zvuk nema šansu da izbjegne sluhu ovog Pokémona.
- Pokémon FireRed: Postavlja svoje uši uspravno kada osluškuje udaljene zvukove. Kada je uznemiren, podiže otrovne bodlje na svome tijelu.
- Pokémon LeafGreen: Ukrutit će uši kako bi osjetio nadolazeću opasnost. Što su njegovi rogovi jači, snažniji je otrov kojeg luči.
- Pokémon Diamond/Pearl/Platinum: Proučava svoju okolinu podižući svoje uši iznad razine trave. Njegov mu otrovni rog služi kao oblik zaštite.

## U videoigrama
Nidoran♂ je prisutan u igrama prve i druge generacije. U igrama Pokémon Red i Blue, prisutan je na Stazi 22 i Safari zoni, dok je u igri Pokémon Yellow prisutan na Stazama 2, 9, 10, 22 i Safari zoni. U igrama Pokémon Gold i Silver prisutan je na Stazama 35 i 36, dok je u igri Pokémon Crystal dostupan na Stazi 35 te u Nacionalnom parku. 
U igrama Pokémon FireRed i LeafGreen, igrač ga može pronaći na Stazi 3 i Safari zoni. U igrama četvrte generacije, igrač ga može pronaći na Stazi 201, no samo uz pomoć Poké radara.
Nidoran♂ je sposoban razviti se u Nidorina nakon dostizanja 16. razine, koji se kasnije uz pomoć Mjesečevog kamena može razviti u Nidokinga, završni oblik ovog evolucijskog lanca. Nidoran♂ je prvi Pokémon koji je ukazivao na isključiv spol samog Pokémona, kao i razlike među spolovima iste vrste. Ipak, unatoč dodatku razlike spolova u drugoj generaciji igara, varijacije Nidorana ostale su dvije različite vrste, a ne jedinstvena vrsta koja se razdvaja u evolucijskim lancima ovisno o spolu.

## Tehnike
| Prirodne tehnike                    | Prirodne tehnike | Prirodne tehnike |
| ----------------------------------- | ---------------- | ---------------- |
| Tehnika                             | Vrsta tehnike    | Razina           |
| Režanje (Growl)                     | Normalni         |                  |
| Kljucanje (Peck)                    | Leteći           |                  |
| Fokusiranje energije (Focus Energy) | Normalni         | 7                |
| Dvostruki udarac (Double Kick)      | Borbeni          | 9                |
| Otrovna bodlja (Poison Sting)       | Otrovni          | 13               |
| Bijesni napad (Fury Attack)         | Normalni         | 19               |
| Napad rogom (Horn Attack)           | Mračni           | 21               |
| Prijateljska ruka (Helping Hand)    | Normalni         | 25               |
| Otrovni šiljci (Toxic Spikes)       | Otrovni          | 31               |
| Laskanje (Flatter)                  | Mračni           | 33               |
| Otrovni ubod (Poison Jab)           | Otrovni          | 37               |
| Očaravanje (Captivate)              | Normalni         | 43               |
| Bušenje rogom (Horn Drill)          | Normalni         | 45               |

## Statistike
| HP:      | 46 |  |
| Attack:  | 57 |  |
| Defense: | 40 |  |
| Special: | 40 |  |
| SpAtk:   | 40 |  |
| SpDef:   | 40 |  |
| Speed:   | 50 |  |

Statistika Special korištena je samo tijekom prve generacije; kasnije je podijeljenja na Special Attack i Special Defense statistike.

## U animiranoj seriji
Romantična veza između mužjaka i ženke Nidorana bilo je središte radnje epizode Wherefore Art Thou, Pokémon?. Nakon borbe s Timom Raketa, te nakon poljupca s Nidoran♀, Nidoran♂ razvio se u Nidorina.